# Produktionssystem
Produktionssystem är inom nationalekonomin det system som produktionen av varor och tjänster ordnas efter. Exempel: kapitalistisk marknadsekonomi och socialistisk planekonomi. I Kina råder blandsystemet socialistisk marknadsekonomi.